# Atomsko bombardiranje Hirošime i Nagasakija
Atomsko bombardiranje japanskih gradova Hiroshime i Nagasakija dogodilo se 6. i 9. kolovoza 1945. Bombardiranje je odobrio predsjednik SAD-a Harry S. Truman, a izvelo ga je Ratno zrakoplovstvo SAD-a. Ovom prilikom je po prvi put u povijesti u ratu upotrijebljeno nuklearno oružje. Sam čin i danas je kontroverzan, makar je njime 2. svjetski rat priveden kraju.

## Uvod
Nakon kapitulacije Njemačke i Italije, Japan je ostao jedina država Osovinskog Sporazuma koja se je nastavila boriti u Drugom svjetskom ratu i planirati daljnja imperijalna osvajanja, makar su gotovo 60 % njenih velikih gradova bili uništeni. U lipnju 1945. američki je Interim Committee predložio upotrebu netom usavršenog atomskog oružja protiv japanske vojne industrije. Uz to, samo pri osvajanju japanskog otoka Okinawe poginulo je oko 12.500 savezničkih vojnika, a na cijelom bojištu na području Tihog oceana njih više od 70.000. Te brojke su sve više uznemiravale američku javnost koja nije znala koliko dugo će još rat trajati te koliki će biti Saveznički gubici, ako SAD odluči izvesti invaziju na Japan. Dana 16. srpnja 1945. po prvi puta je uspješno isprobana atomska bomba u pustinji New Mexico. SAD je predložio japanskoj vladi kapitulaciju, no ona nije pristala, na što je Truman naredio upotrebu atomske bombe i prepustio generalu Carlu Spaatzu da sam izabere ciljeve. Iako su neki dužnosnici nagovarali Trumana da baci atomsku bombu na nenaseljeno područje, kako bi pokazao Japancima koliko je smrtonosno to novo oružje, drugi su od njega tražili da bomba bude bačena bez upozorenja na neki grad.

## Bombardiranja
Hiroshima je bio jedan od malobrojnih gradova koji su ostali pošteđeni bombardiranja konvencionalnim oružjem. No bili su predloženi i drugi ciljevi; Kyoto, Yokohama, Niigata pa čak i carska palača u Tokyu. Hiroshima, koja je tada imala 255.000 stanovnika, je bila glavni stožer generala Hata Shunrokua koji je bio zadužen za obranu južnog dijela države, no većina stanovništva su bili civili. Dana 31. srpnja SAD je pripremio uransku bombu "Little Boy", tešku 4 tone i dugu 3 metra. S malog zapadnopacifičkog otoka Tiniana 6. kolovoza 1945., u 2:45 ujutro, u pratnji još dvaju bombadera B-29 koji su bili opremljeni uređajima za bilježenje, fotoaparatima i kamerama, poletio je bombarder nazvan Enola Gay. Umjesto uobičajenog tereta konvencionalnih bombi i oružja, u svom spremištu nosio je samo jednu bombu od 4090 kilograma. Odredište ovih aviona bila ja Hirošima udaljena šest sati leta.
U 7 sati po mjesnom vremenu japanski su radari otkrili tri aviona i pokrenuli uzbunu, ali su je onda prekinuli jer su mislili da avion leti tako visoko jer je samo izviđačka letjelica. Pri visini od 9.450 metara je Enola Gay u 8:15 sati izbacila atomsku bombu koja je detonirala na visini od 580 metara. Od eksplozije i nastale vatrene oluje poginulo je između 70.000 i 80.000, ili oko 30 % ljudi, a od posljedica još 70.000. Temperatura na tlu u blizini središta eksplozije dosezala je i do 5000 °C. Snažni udarni val, brzine 800 km/h, i plamene oluje uništili su gotovo sve unutar 12 četvornih kilometara. Eksplozija je uzrokovala i vreli gljivasti oblak prašine i krhotina visok 15.250 metara. Posada zrakoplova ni sama nije znala kolike će biti posljedice eksplozije, a dim u obliku gljive vidio se i s udaljenosti od 560 km. 
Vlada i vojni dužnosnici Japana nisu isprva znali što se dogodilo. Kasnije su, nakon upozorenja SAD-a, pokrenuli raspravu i bili spremni na kapitulaciju, ali pod određenim uvjetima. Na to je SAD 9. kolovoza bacio drugu atomsku bombu, ovog puta na grad Nagasaki. Isprva je cilj trebao biti grad Kokura, ali je odlučeno da zbog lošeg vremena nova meta bude Nagasaki. U 11:02 sati bomba "Fat Man" je bačena i glavni je cilj bio koncern Mitsubishi, ali ga je promašila za više od 2 km. No, ipak je uništila pola grada. Bomba je detonirala na visini od 470 metara i ubila 22.000 osoba, a daljnih 39.000 je poginulo od posljedica radijacije.

## Posljedice
Kako bi spriječio i moguće treće bombardiranje, Japan se odlučio za bezuvjetnu kapitulaciju čime je završen 2. svjetski rat. Procjenjuje se da je od eksplozije i udarnog vala poginulo najmanje 78.000 ljudi. Crne kišne kapi koje su kasnije padale i nosile radijaciju, odnijele su još života. Prema procjenama Japana iz 1968., 250.000 stanovnika Hirošime umrlo je odmah nakon eksplozije ili u roku od pet godina od bolesti uzrokovanih radijacijom. Mnogi od preživjelih su kasnije umirali ili još umiru od posljedica bombardiranja, kao što su rak i leukemija, tako da nitko sa sigurnošću ne zna koliko je žrtava odnijelo bacanje atomske bombe.
Takashi Nagai napisao je knjigu "Zvona Nagasakija" na prvu godišnjicu pada atomske bombe. Knjiga je postala veliki hit i po njoj je snimljen vrlo uspješni istoimeni japanski film.

## Debata o ispravnosti bombardiranja

### Za
Američki službeni stav glasi da je do atomskog bombardiranja moralo doći jer bi posljedice invazije na Japan uzela prevelike žrtve.
Branioci atomskih napada također podsjećaju na naredbu koju je izdalo japansko ministarstvo obrane 1. kolovoza 1944. godine, u kojoj se prijeti strijeljanjem preko 100.000 zarobljenih savezničkih vojnika u slučaju američkog iskrcavanja na japansko kopno.
Neki povjesničari tvrde da su SAD htjele brz završetak rata da bi na taj način izbjegli sovjetski prodor na istok. 

### Protiv
Neki kritičari također tvrde da ni iz vojno-strategijskog pogleda nije bilo razloga za upotrebu atomskih bombi. Velika bombardiranja i razaranja japanskih gradova su već bila uništila njihovu vojnu industriju i prehrambenu proizvodnju do te mjere da su bili u kritičnom stanju. Na to se mora dodati sovjetsko proglašenje rata Japanu; pitanje nije bilo jesu li Japanci spremni na nastavak ratovanja – oni više nisu mogli ratovati zbog nedostataka oružja i prehrane.
Kritičari atomskog bombardiranja tvrde da je Japan pokušavao početi pregovore o kapitulaciji, ali da su ih Amerikanci ignorirali. Umjesto toga, upotrijebili su atomsko naoružanje najviše da bi prestrašili buduće neprijatelje, Sovjetski savez. Također se procjenjuje da SAD nisu htjele da veliki novci uloženi u projekt Manhattan odu u nepovrat bez da se novo oružje ne upotrijebi. 
Jedan od kritičara upotrebe atomskog naoružanja bio je i Albert Einstein. On je ranije, pod strahom da bi nacisti mogli napraviti atomsku bombu, zajedno s drugim istaknutim fizičarima potpisao pismo u kojem se zahtjeva od predsjednika Roosevelta da usavrši atomsko naoružanje. Kada je kasnije vidio pustoš i razaranje na mjestu atomskih bombardiranja, predomislio se. Američki vojni generali Douglas MacArthur i Dwight D. Eisenhower su također bili kritičari upotrebe atomskog oružja.

## Komisija za žrtve atomske bombe – ABCC
Komisija za žrtve atomske bombe (engleski: Atomic Bomb Casualty Commission) bila je komisija osnovana 1946. godine u skladu s predsjedničkom direktivom Harryja S. Trumana. Jedini cilj komisije bio je istražiti preživjele nakon atomske bombe, jer su vjerovali da neće imati prilike za to dok ne dođe sljedeći svjetski rat.  
Stoga je ova komisija istraživala zdravlje hibakuša (osoba koje su preživjeli atomsko bombardiranje Hirošime i/ili Nagasakija), ali ih nije liječila. Američki lideri smatrali su da bi liječenje hibakuša bilo priznanje odgovornosti za njihove ozljede. Kao rezultat toga, hibakuše su se osjećali kao pokusni kunići komisije.
Komisija se usmjerila i na četvrt Nishiyama  u Nagasakiju. Između hipocentra i Nishiyame nalazile su se planine koje su spriječile da zračenje i toplina eksplozije direktno dođu do Nishiyame, a šteta nije bila prisutna. Međutim, uslijed pada pepela i kiše, otkriveno je da je zračenje ipak bilo prisutno. Stoga su nakon rata provedeni zdravstveni pregledi bez obavještavanja stanovništva o njihovoj svrsi. Istraživanja u Nishiyami isprva je provodila američka vojska, ali su kasnije prebačena na komisiju.
Nekoliko mjeseci nakon atomske bombardiranja, ljudi u Nishiyami pokazali su značajan porast broja bijelih krvnih stanica. Kod životinja leukemija se može razviti nakon izloženosti cijelog tijela, stoga su htjeli istražiti što se događa kod ljudi. Također, kod ljudi je otkriven osteosarkom nakon oralnog uzimanja radioaktivnog materijala. Prema izvještaju koji je napisala komisija, stanovnici četvrti Nishiyama, koji nisu direktno pogođeni atomskim bombardiranjima, bili su idealna populacija za promatranje učinaka ostatnog zračenja.
SAD je nastavio istraživanje ostatnog zračenja nakon što je Japan postao neovisan, ali rezultati nikada nisu preneseni stanovnicima Nishiyame. Kao rezultat toga, stanovnici su nakon Drugog svjetskog rata nastavili s poljoprivredom, a broj pacijenata s leukemijom se povećao i više ljudi je umrlo.
Nakon atomskih bombardiranja, japanski znanstvenici željeli su provesti istraživanje kako bi pomogli hibakušama da se izliječe, ali vrhovni zapovjednik savezničkih snaga nije dopuštao Japancima da istražuju štetu od atomske bombe. Pravila su bila stroga, posebno do 1946. godine, što je dovelo do većeg broja smrti od zračenja.
Ako su hibakuše odbile podvrgnuti se rutinskim medicinskim pregledima, komisija im je prijetila vojnim sudom zbog ratnih zločina. Osim toga, ako su hibakuše umirale, komisija je osobno posjećivala njihove kuće i odvozila njihova tijela na obdukciju. Komisija je također pokušala uzeti tijela mrtvorođene blizanke za istraživanje. Smatra se da je najmanje 1500 organa poslano u Armed Forces Institute of Pathologyju u Washingtonu.

## Poveznice
- Projekt Manhattan
- Kupola atomske bombe – spomenik svjetske baštine u Hirošimi
- Bosonogi Gen – anime i manga Keijija Nakazawe, čovjeka koji je preživio uništenje Hirošime.
- Nihon Hidankyo – dobitnici Nobelove nagrade za mir 2024.

## Vanjske poveznice
- Waiting for the invasion
- Hiroshima Peace Memorial Museum
- Nagasaki Atomic Bomb Museum
- Hiroshima National Peace Memorial Hall for the Atomic Bomb Victims  Arhivirana inačica izvorne stranice od 3. rujna 2009. (Wayback Machine)
- How many died at Hiroshima?
- Journalist George Weller's account of the aftermath at Nagasaki
- "SPECIAL REPORT: Hiroshima Cover-up Exposed"
- Nuclear Files.org - Hiroshima and Nagasaki  Arhivirana inačica izvorne stranice od 8. veljače 2007. (Wayback Machine)